# لیلیت تادوسیان
لیلیت تادوسیان (Լիլիթ Թադևոսյան؛ زادهٔ ۱۹۷۸) یک قاضی و سیاستمدار اهل ارمنستان است که از تاریخ ۹ فوریه ۲۰۲۱ سمت ریاست دادگاه تجدیدنظر جمهوری ارمنستان را برعهده دارد.

## زندگی‌نامه
در ۱۹۷۸ در ایروان به دنیا آمد و از دانشکده حقوق دانشگاه دولتی ایروان فارغ‌التحصیل گشت.

## یادداشت
1. ↑  President of the Court of Cassation of Armenia